# Fevernova

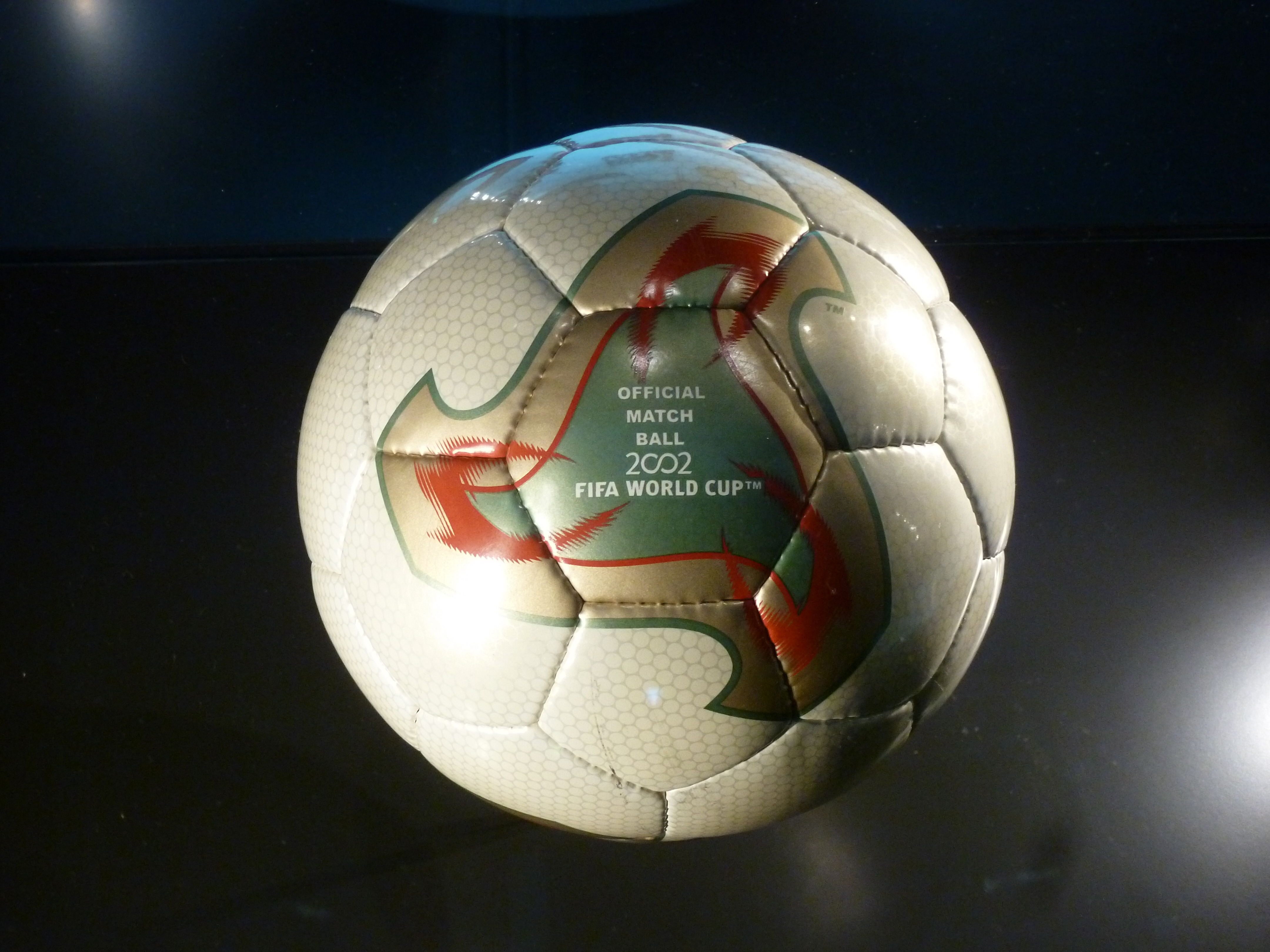
adidas Fevernova, Ball der WM 2002

Fevernova ist der offizielle Name des von Adidas vertriebenen Spielballs der Fußball-Weltmeisterschaft der Herren 2002 in Japan und Südkorea und der Fußball-Weltmeisterschaft der Frauen 2003 in den USA.

## Eigenschaften
Der Fevernova hat ein extrem buntes Design, das in Aussehen und Farbe auf die asiatische Kultur zugeschnitten ist. Zudem ist er seit 1978 der erste FIFA-Spielball mit einer anderen Gestaltung als dem Tango-Design: Die syntaktische Schaumschicht des Fevernova ist mit einem dreilagigen Polymer-Gewebe verbunden, was eine präzisere und besser berechenbare Flugbahn gewährleisten soll. Gleichzeitig war er der letzte WM-Ball, der aus zwölf Fünfecken und 20 Sechsecken bestand, was dem traditionellen Aufbau eines Fußballs entspricht.
Der Ball wurde bei der Endrundenauslosung der Fußball-Weltmeisterschaft 2002 in Busan am 30. November 2001 offiziell vorgestellt.
Vor allem unter Torleuten war der Ball berüchtigt, weil er einen „flatterigen“ Eindruck erweckte, eine angeblich unberechenbare Flugbahn entwickelte und der Fevernova somit für einige spektakuläre Tore während des Turniers verantwortlich gemacht wurde.
Die Fevernova-Bälle wurden in Sialkot, Pakistan hergestellt.